# Pacar Peluk
Pacar Peluk is een bestuurslaag in het regentschap Jombang van de provincie Oost-Java, Indonesië. Pacar Peluk telt 2530 inwoners (volkstelling 2010).